# MKO-Abiola-Stadion
Das MKO-Abiola-Stadion ist ein multifunktionelles Stadion in Abeokuta, Bundesstaat Ogun, Nigeria. Es wird zurzeit meistens für Fußballspiele verwendet und ist das Heimstadion des Gateway United FC. Das Stadion hat eine Kapazität von 20.000 Plätzen.
Es war neben dem Gateway Stadium in Ijebu-Ode einer von zwei Austragungsorten des WAFU Cup of Nations 2010.